# Israel Zekcer
Israel Zekcer (São Paulo, 27 de abril de 1935) é um médico e ex-político brasileiro do Estado de São Paulo. Foi vereador de Santo André por dois momentos além de Deputado Estadual por São Paulo por três legislaturas. Pelo mesmo, foi Secretário Estadual de Esportes e Turismo durante o primeiro governo de Mário Covas (PSDB).
Foi segundo-cavalheiro do município de Santo André durante o mandato de vice-prefeita de sua esposa Dinah, entre 2009 e 2012.

## Carreira Política
Foi filiado ao Partido Trabalhista Brasileiro durante 41 anos, legenda pelo qual se elegeu vereador de Santo André por duas vezes além de três vezes Deputado Estadual por São Paulo.
Durante seu terceiro mandato de Deputado assumiu a Secretaria Estadual de Esportes e Turismo de São Paulo, nomeado pelo então governador Mário Covas Júnior.

### Deputado Estadual por São Paulo (1987-1999)
Durante seus três mandatos na Assembleia Legislativa foi membro permanente na comissão de Defesa do Meio Ambiente e de Educação. Foi através de um projeto de lei de sua autoria em 1998 que as concessionárias privadas passaram a ser proibidas de implantar novas praças de pedágio nas rodovias estaduais concedidas pelo estado por um período de 1 ano após a privatização.

## Desempenho Eleitoral
| Ano  | Eleição                  | Cargo             | Partido         | Partido | Coligação       | Vice   | Votos para Israel | Votos para Israel | Votos para Israel | Resultado     | Ref   |
| Ano  | Eleição                  | Cargo             | Partido         | Partido | Coligação       | Vice   | Total             | %                 | P.                | Resultado     | Ref   |
| ---- | ------------------------ | ----------------- | --------------- | ------- | --------------- | ------ | ----------------- | ----------------- | ----------------- | ------------- | ----- |
| 1982 | Municipal de Santo André | Vereador          |                 | PTB     | Partido Isolado | —      | 5.690             | 1,83%             | 3°                | Eleito        | [ 5 ] |
| 1986 | Estadual de São Paulo    | Deputado Estadual | Partido Isolado | PTB     | —               | 24.236 | 0,16%             | 68°               | Eleito            | [ 6 ]         |       |
| 1990 | Estadual de São Paulo    | Deputado Estadual | Partido Isolado | PTB     | —               | 27.337 | 0,16%             | 53°               | Eleito            | [ 7 ]         |       |
| 1994 | Estadual de São Paulo    | Deputado Estadual | Partido Isolado | PTB     | —               | 37.441 | 0,20%             | 41°               | Eleito            | [ 8 ]         |       |
| 1998 | Estadual de São Paulo    | Deputado Estadual | PTB, PSD, PSDB  | PTB     | —               | 33.451 | 0,21%             | 105°              | Não Eleito        | [ 9 ]         |       |
| 2008 | Municipal de Santo André | Vereador          | Partido Isolado | PTB     | —               | 2.240  | 0,58%             | 11°               | Eleito            | [ 10 ] [ 11 ] |       |
| 2012 | Municipal de Santo André | Vereador          | PTB, DEM        | PTB     | —               | 3.078  | 0,81%             | 22°               | Não Eleito        | [ 12 ]        |       |